# Base Tuono
Base Tuono è stata una base missilistica dell'Aeronautica Militare Italiana e della NATO attiva tra il 1966 e il 1977.  La base si trova nel comune di Folgaria in Trentino-Alto Adige a 1543 metri sul livello del mare nei pressi di passo Coe, a poche centinaia di metri dal confine con la regione Veneto, precisamente con la provincia di Vicenza. Tale base rappresenta solamente una delle tre sezioni di lancio della vecchia struttura, e ne rappresenta la più alta in quota delle 12 che l'Aeronautica realizzò negli anni '60 nel nord-est.
Negli anni 2010 è stata acquisita dal comune di Folgaria e riaperta come installazione museale della provincia autonoma di Trento. Nel febbraio 2013 è stata riconosciuta formalmente dall'Aeronautica Militare quale fedele testimone del sistema d'arma "Nike-Hercules".

## Storia

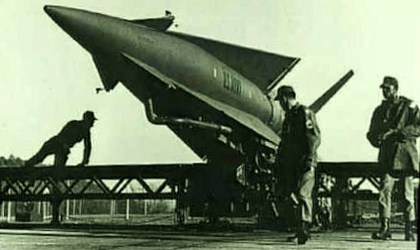
Foto storica di una rampa di lancio per missili MIM-14 Nike Hercules

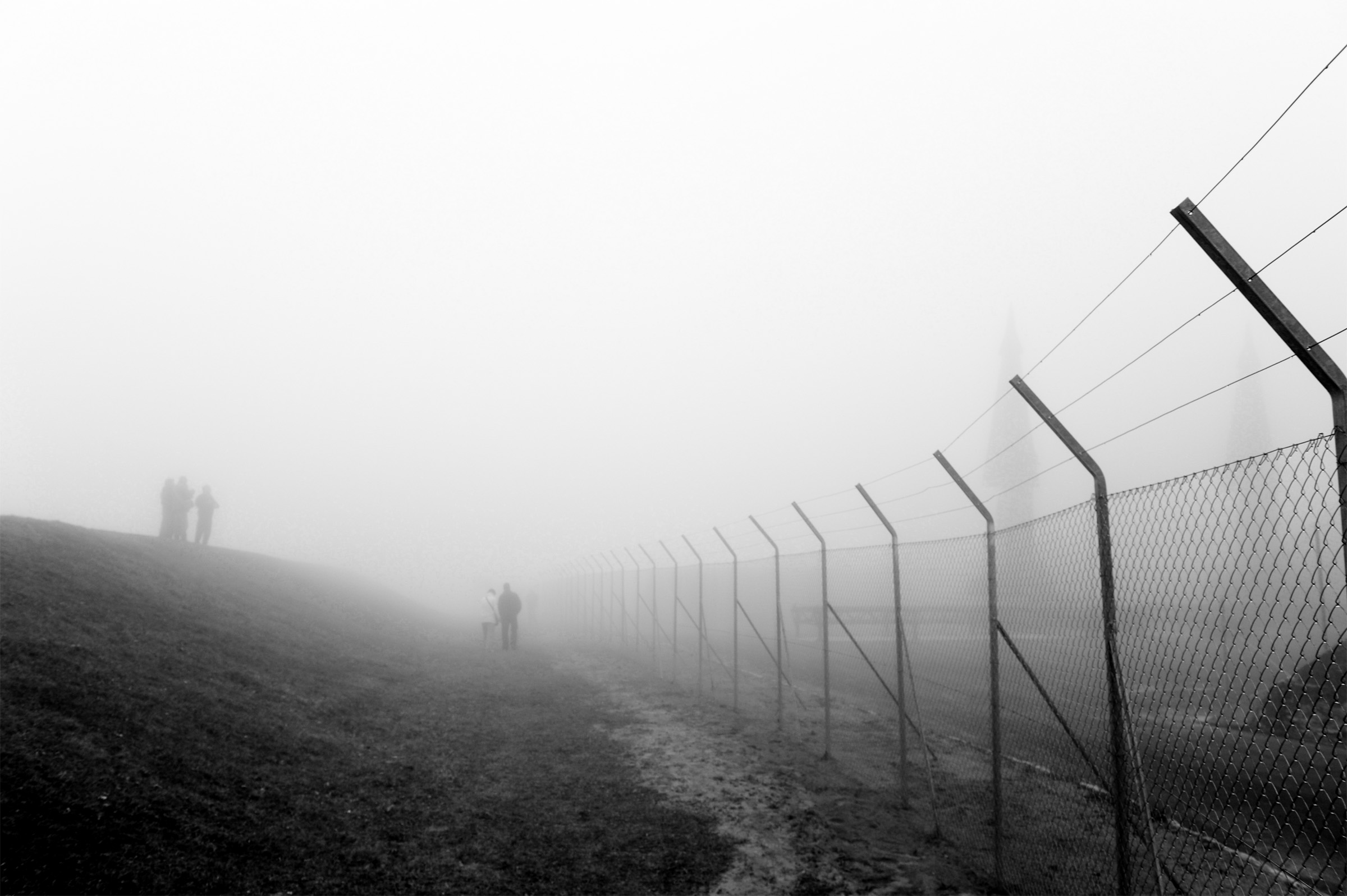
Immagine della base Tuono ai tempi della guerra fredda.

### Periodo operativo
La base era inserita nel sistema di comando-controllo NATO, con altre 12 basi nel nord-est d'Italia ed era area operativa del 66º Gruppo Intercettori Teleguidati (I.T.) monte Toraro dipendente dal 7º Gruppo I.T. che aveva la sede presso l'aeroporto di Vicenza, che a sua volta era inquadrato nella 1ª Aerobrigata intercettori teleguidati di Padova. Posta a 1897 m di quota (quota dell'"area controllo"), la base era di fatto la più alta d'Europa. La sua funzione era quella di contrastare eventuali formazioni di bombardieri o missili nemici provenienti da "paesi nemici", ovvero quelli appartenenti al Patto di Varsavia.
La base di passo Coe rimase attiva tra il 1966 e il 1977, durante la guerra fredda. Era composta da tre sezioni:
- "area lancio" situata a malga Zonta - passo Coe (1543 m) costituita da tre sezioni di lancio missili Nike-Hercules a testata convenzionale;
- "area controllo" (radar e carri comando) situata sulla sommità del vicino monte Toraro (1897 m), a circa 4 chilometri in linea d'aria (denominata appunto "Tuono" nelle comunicazioni radio in codice);
- "area logistica" situata a Tonezza del Cimone, a circa 17 chilometri di distanza.

Il 31 ottobre 1978 il 66º Gruppo I.T. è stato sciolto ed il suo personale fu ridistribuito ad altre mansioni.

### Valorizzazione delle strutture

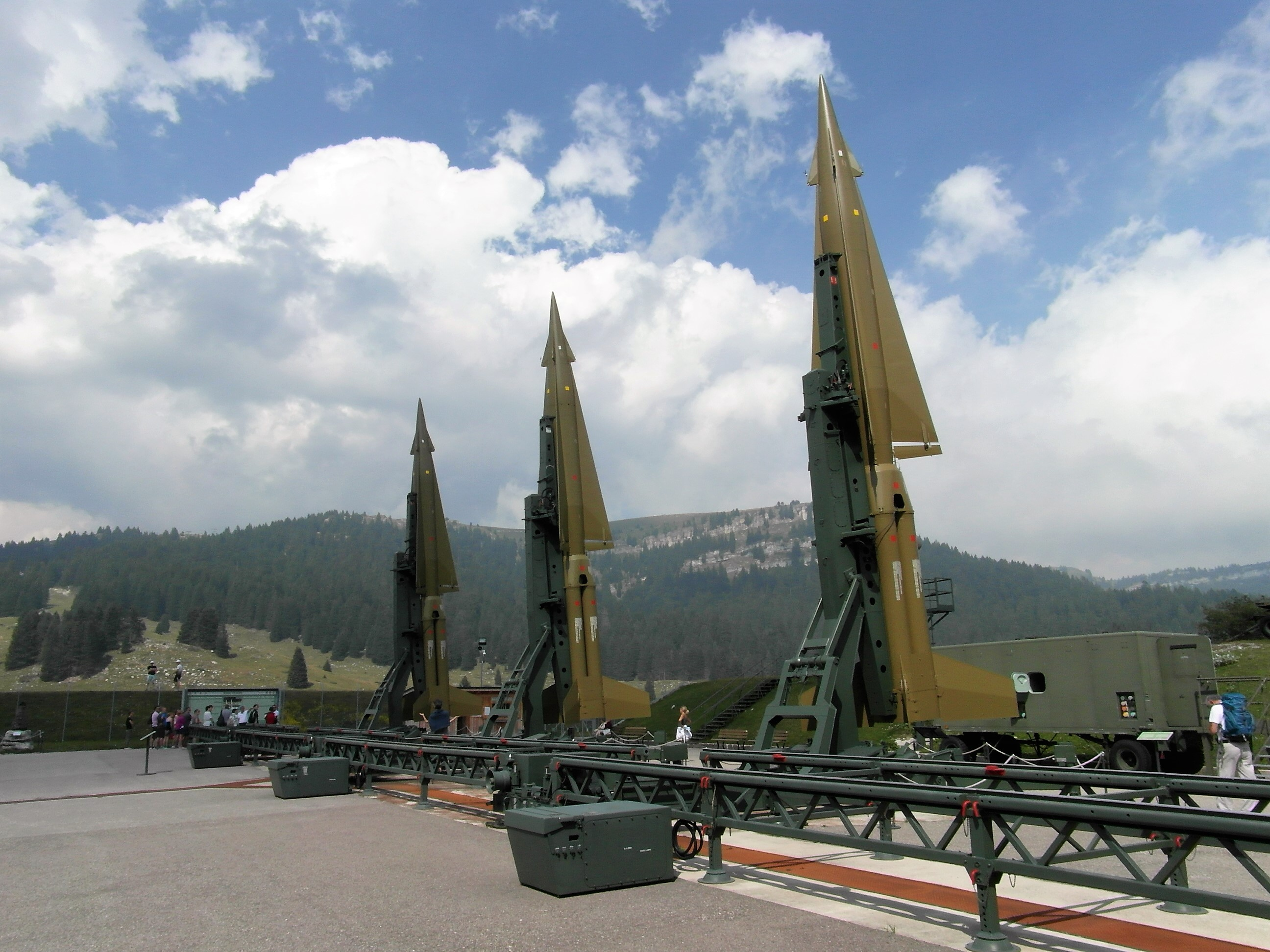
Tre missili esposti

Dopo molti anni di abbandono e nell'ambito di un progetto di rinaturalizzazione dell'area, nel 2003 l'amministrazione comunale di Folgaria ha optato per la tutela di una delle tre sezioni di lancio dell'ex base, e il 3 ottobre 2010 ha presentato il primo passo di allestimento museale reso possibile dalla consulenza storica e scientifica di alti ufficiali e personale della stessa Aeronautica Militare italiana e della museo storico del Trentino, con il sostegno finanziario della provincia autonoma di Trento. Si tratta di un'opera di restauro unica in Europa che testimonia il sistema di difesa missilistica basata su missili Nike-Hercules a testata convenzionale (e potenzialmente, ma non in questo caso, anche nucleare) e quindi la guerra fredda, cioè il periodo di tensione armata che dalla fine degli anni quaranta al dissolvimento dell'Unione Sovietica (1992) tenne il mondo nel pericolo di un conflitto nucleare.

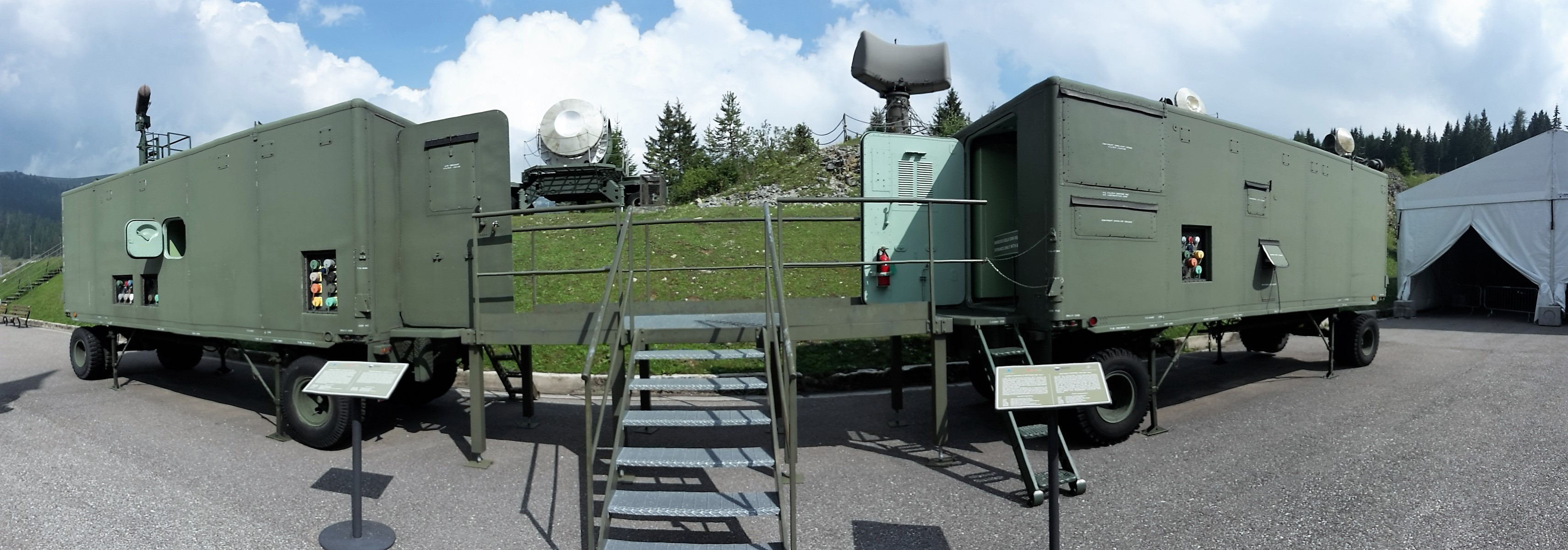
Carri di controllo

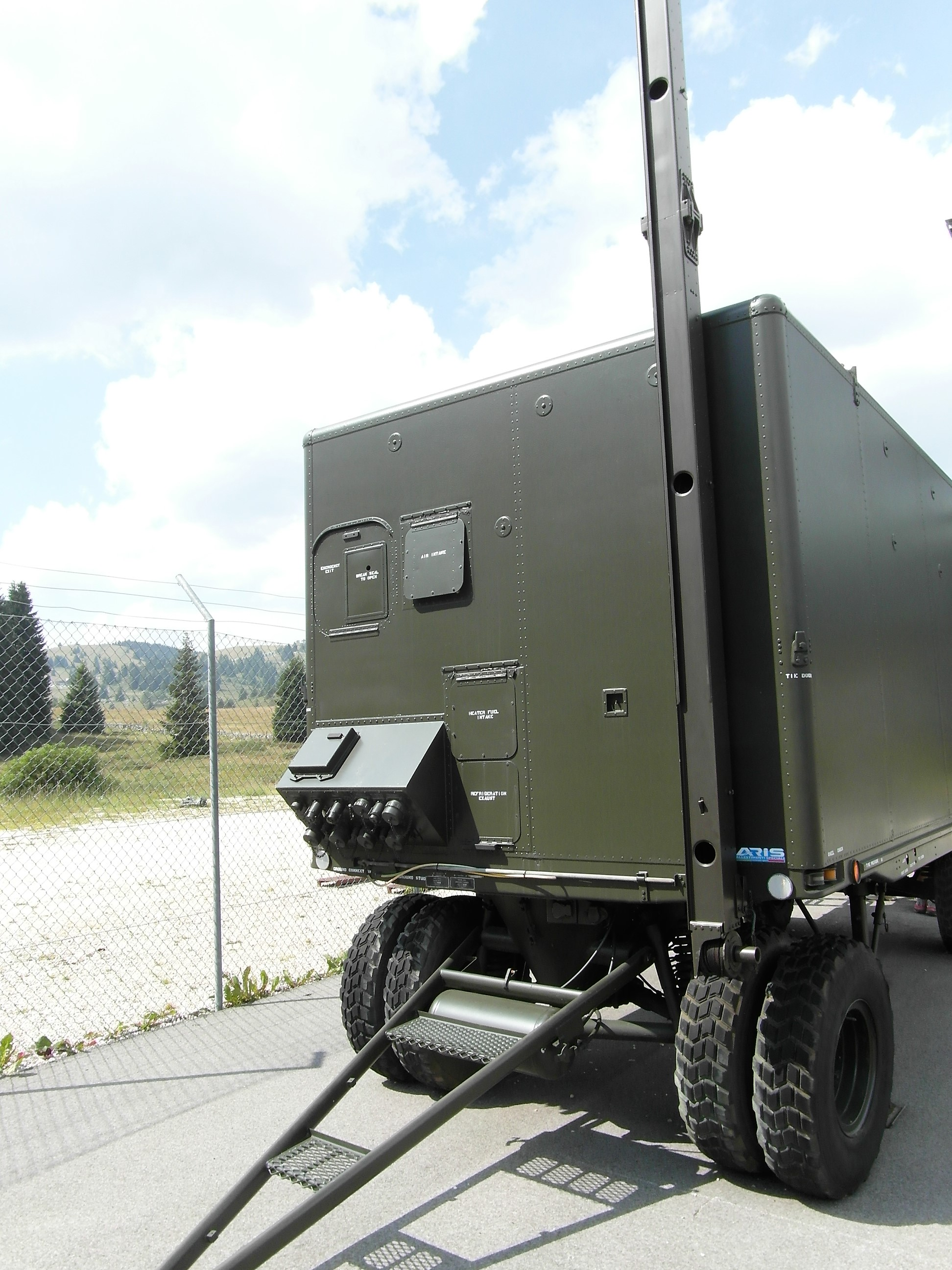
LCT Van

Base Tuono, che di fatto corrisponde a una delle tre sezioni (la sezione Alpha) che componevano l'area lancio del 66º Gruppo IT, espone oggi in memoria della base: 
- tre missili MIM-14 Nike Hercules posti su di una rampa in posizione fissa e pronti per un loro lancio;
- un carro controllo batteria (Battery Control Van - BC Van). Esso rientrava nell'area controllo (IFC) situata in cima al monte e svolgeva il compito di comando e controllo di una batteria di Nike-Herkules dove era in capo l'ufficiale al controllo tattico (TCO); da qui passavano tutte le informazioni. Il BC Van al suo interno alloggiava un computer per la registrazione dati relativa alla missione, i vari apparati relativi alle comunicazioni, il data link, i grafici necessari per la tracciaciatura del bersaglio e del suo ipotetico missile distruttore, le varie componenti del radar di acquisizione bersagli (ACQ) e di identificazione amico-nemico (Identification friend or foe - IFF). La composizione della sua squadra operativa era di 1 ufficiale per il controllo tattico (Tactical Control Officier - TCO), 1 ufficiale addetto all'identificazione (Identification Officier - IDO), 1 operatore al radar d'acquisizione (Acquisition Radar Operator - ACQ), 1 operatore al computer (Computer Operator - COMP), 1 operatore alle comunicazioni (Switchboard Operator - SWTB) e 1 tecnico alla manutenzione dell'IFC (IFC Maintenance - MAINT).[6]
- un carro controllo radar (Radar Control Van - RC Van). Anch'esso era localizzato sulla cima e aveva il compito di controllare i tre radar (TTR, TRR e MTR). La composizione della sua squadra operativa era di 1 operatore per l'azimuth (Azimuth OPR), 1 operatore per l'elevazione (Elevation OPR), 1 operatore per la distanza (Range OPR), 1 operatore per l'inseguimento del bersaglio (Tracking OPR) e 1 operatore al radar MTR (MTR OPR).
- un carro comunicazioni (Launcher Control Trailer - LCT). Era in grado di assicurare le comunicazioni a voce e lo scambio dei dati con l'area controllo integrata (IFC) situata sul monte Toraro. Inoltre era in grado di preparare un missile per il lancio e in condizioni d'emergenza anche dare l'ordine di lancio. Su questo carro è presente un'asta esterna per operazioni flight simulator/test responder utilizzate per calibrare il radar di inseguimento del missile (MTR). La composizione della sua squadra operativa era di 1 ufficiale al controllo del lancio (Launcher Control Officer - LCO), 1 operatore alla consolle del controllo lancio (Launcher Control Consolle Operator - LCCO), 1 operatore alle comunicazioni (Switchboard Operator) e 1 addetto alla manutenzione (Launching Maintenance).[7]
- un apparato per il controllo del lanciatore (Launcher Control Indicator - LCI). Esso era in grado di passare al diretto controllo del sistema di lancio, ovvero alla parte idraulica e meccanica per i movimenti del missile a terra.

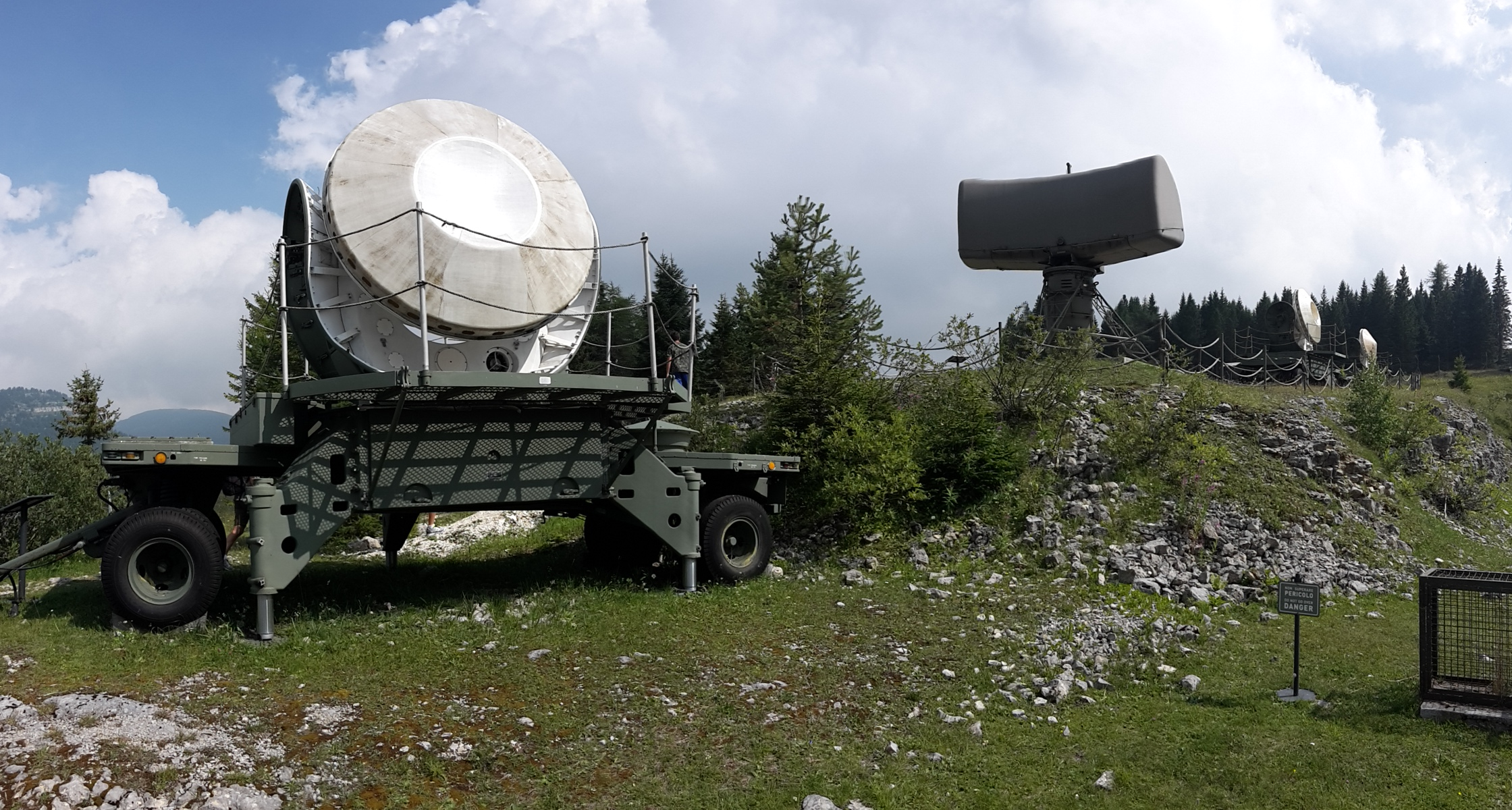
Radar MTR e il LOPAR

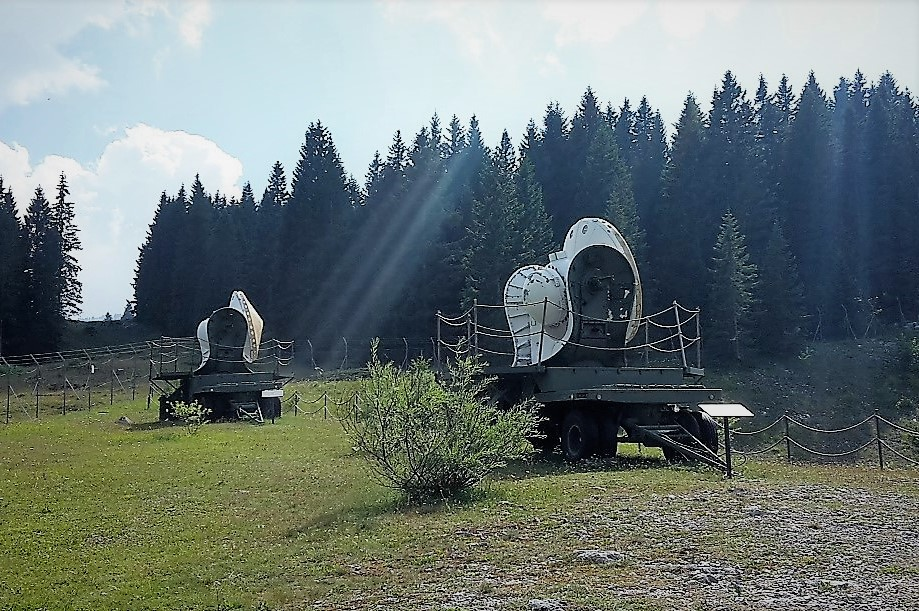
Radar TTR e TRR

- un'intera sezione radar composta da:
  - un radar di acquisizione a bassa potenza (Low Power Acquisition Radar - LOPAR). Il suo compito è quello rilevare, acquisire e quindi designare i target al TTR. La sua antenna è in grado di comunicare l'eventuale rilevamento e quindi acquisizione di bersagli mantenendo costantemente la propria antenna in rotazione a 360° in azimuth e coprendo una fascia che comprende dai 2 ai 22 gradi in elevazione ad una velocità di rotazione fissabile a 5, 10, 15 giri al minuto. In cima a questa antenna ve ne è una ausiliaria per eventuali rilevamenti di disturbi elettronici. Al suo interno celava il TX/RX oltre al modulatore, mentre l'antenna per il sistema di identificazione amico-nemico IFF era posta in basso. Esso era caratterizzato da una banda spettrale S,  potenza RF di picco in uscita 1 MW e una distanza operativa di 228 chilometri.[8]
  - un radar per l'inseguimento del missile (Missile Tracking Radar - MTR). Era stazionato presso l'area controllo in cima al monte Toraro, e composto da un riflettore parabolico e da un sistema RX/TX, spesso dotati di motori che consentivano i movimenti in azimuth e elevazione. Questo radar aveva lo scopo di acquisire i dati dal missile pronto e poi sparato dal suo lanciatore (LCHR) e di trasmettergli i parametri della traiettoria al BC Van. Allo stesso tempo doveva comunicare al missile i dati elaborati dal computer fino al punto di intercetto (IP) quando veniva trasmesso l'ordine finale di scoppio. Esso era caratterizzato da una frequenza di trasmissione del magnetron nel range 8,5 - 9,6 GHz, una potenza RF picco pari a 140 kW e una distanza operativa 180 km max.[9]
  - un radar per l'inseguimento del bersaglio (Target Track Radar - TTR). Anch'esso collocato presso la cima del monte, del tutto simile al MTR. Esso aveva principalmente il compito di comunicare con il BC Van i dati relativi alla rotta del bersaglio. Quando questo arrivava al radar di acquisizione (LOPAR), la propria antenna si metteva automaticamente sui dati relativi alla distanza e azimuth e a sua l'operatore del RC Van ricercava la sua elevazione. Quando le tre coordinate erano completate, il TTR era in grado di inseguirlo fino ad una sua distruzione. Esso era caratterizzato da una frequenza di trasmissione del magnetron nel range 8,5 - 9,6 GHz, una potenza RF picco (Short Pulse) pari a 201 kW, una potenza RF picco (Long Pulse) pari a 142,3 kW e una distanza operativa 180 km max.[10]
  - un radar per l'ineguimento del bersaglio (Target and Ranging Radar - TRR). Anch'esso collocato presso la cima del monte, del tutto simile al MTR. Come scopo principale, doveva comunicare al BC Van i dati relativi alla distanza del bersaglio e combinarli assieme a quelli provenienti dal TTR. L'utilizzo contemporaneo dei due radar era in grado di evitare potenziali contromisure elettroniche. Era inoltre dotato di due canali RX/TX selezionabili manualmente. Esso era caratterizzato da una frequenza di trasmissione del magnetron nel range 15,7 - 17,5 GHz, una potenza RF picco (Short Pulse) pari a 1,6 W, una potenza RF picco (Long Pulse) pari a 78 W e una distanza operativa 180 km max.[11]

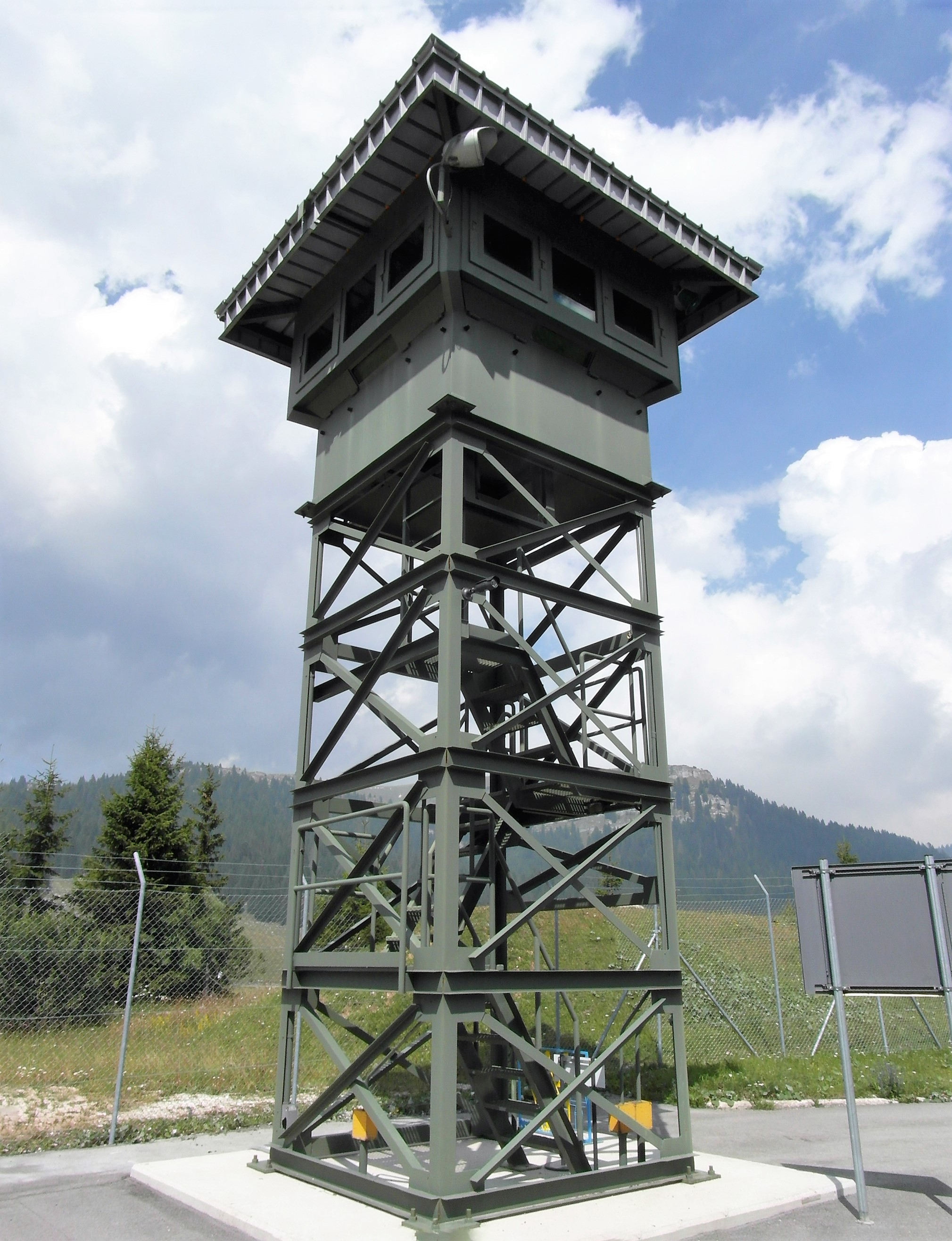
Torre di guardia

La torre di guardia, esposta ora a base Tuono, rappresenta una delle "zone F", ovvero una area che a sua volta custodiva sezioni Alpha o Bravo, cioè dove venivano custoditi missili nucleari. Queste zone, oltre che essere doppiamente recintate, erano pattugliate dalla Vigilanza Aeronautica Militare (VAM). Al suo interno la sorveglianza era ben suddivisa tra forze armate italiane e americane; ciò comportava la presenza di un edificio protetto, un sistema di difesa mediante l'utilizzo di torri di guardia, sistema automatici di illuminazione, il tutto sorvegliato da forze per un pronto intervento.

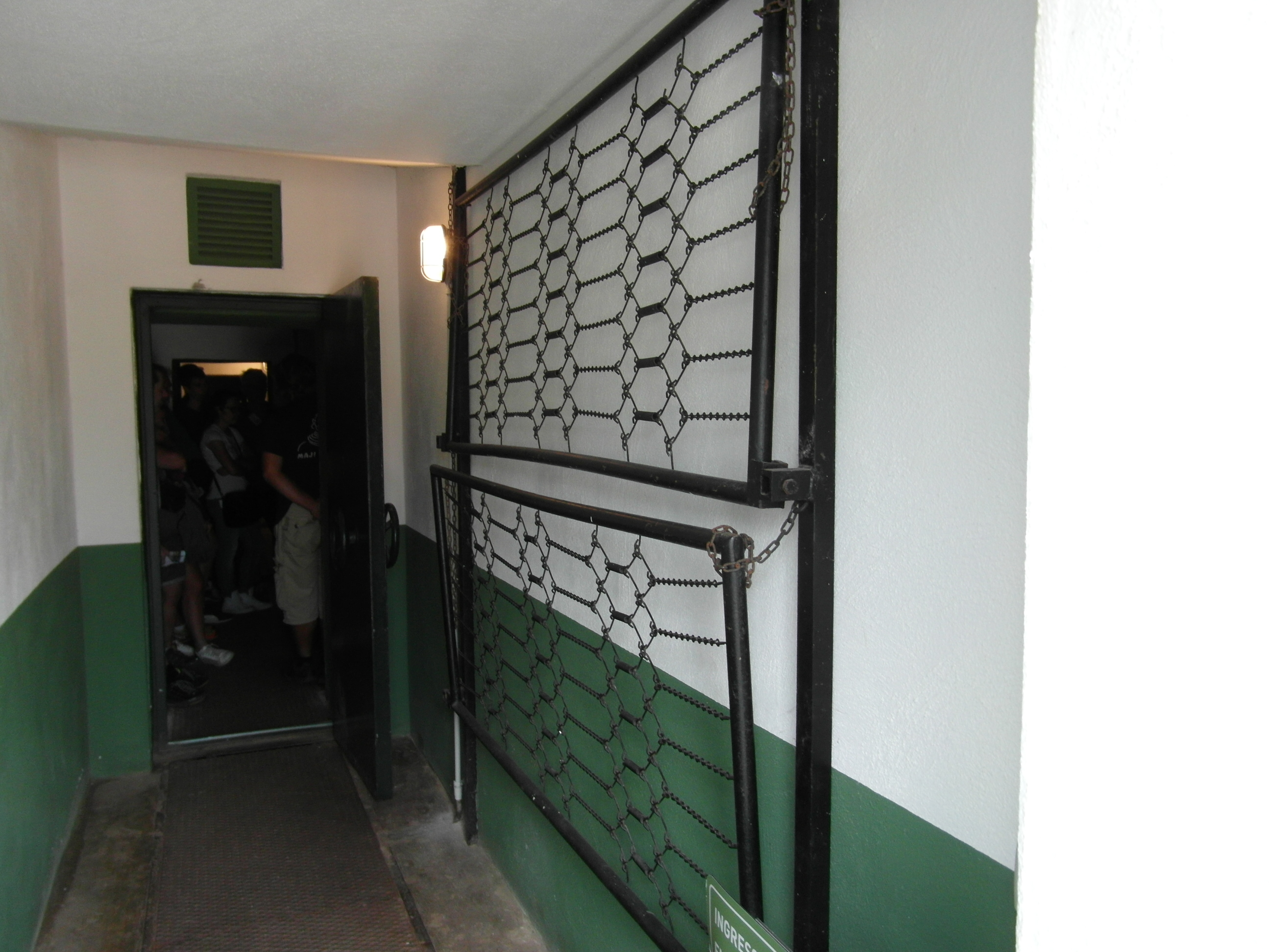
Ricostruzione dell'interno del bunker

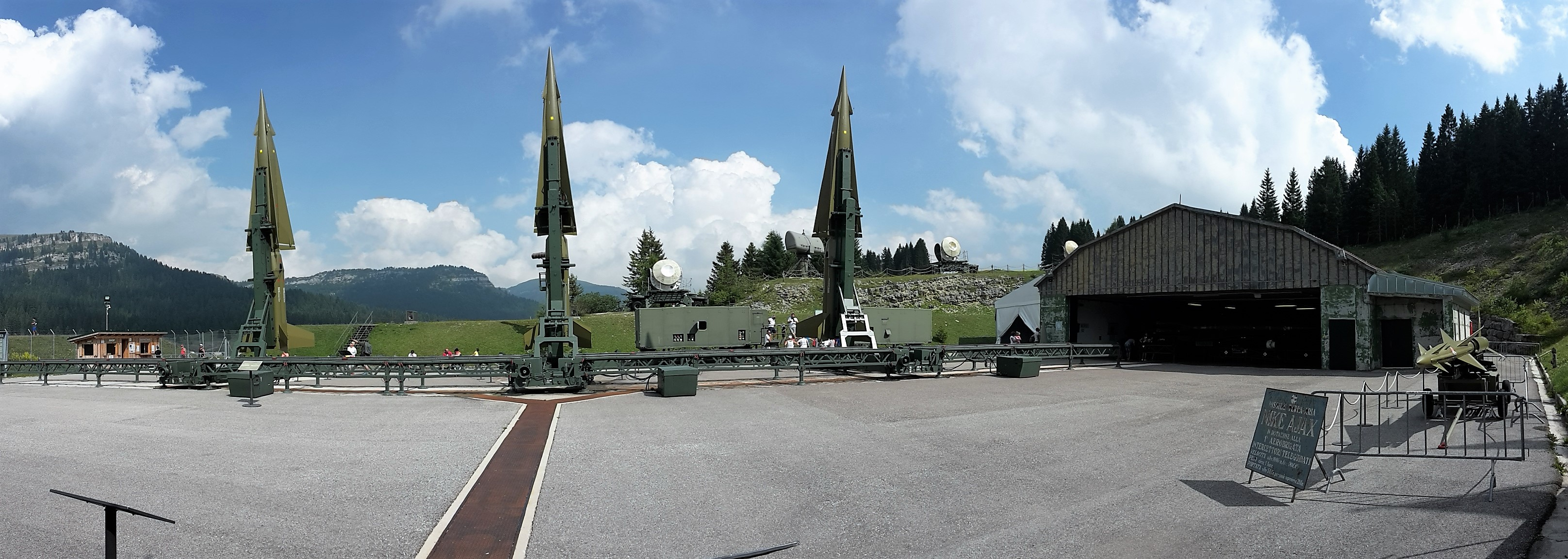
Disposizione della base

Un bunker (Launching Section Bunker) contenente la strumentazione utile per un eventuale lancio; qui si trovavano il pannello di sezione, l'apparecchiatura per il controllo e per il lancio dei missili. Esso era formato da un corridoio d'ingresso, uno d'uscita e un vano centrale il tutto chiuso da porte blindate. Nei corridoi erano presenti un totale di quattro brande per poter resistere ad attacco prolungato. Nel vano centrale era collocato il pannello di sezione (SP), il quale doveva tenere in supervisione LCT, e in caso di impossibilità di comunicazione, era comunque eseguire la procedura di collegamento con l'area di controllo. La composizione della sua squadra operativa era di 1 capo sezione (SP), 1 operatore al pannello di sezione (SPO), 4 operatori addetti ai 4 missili (CW).

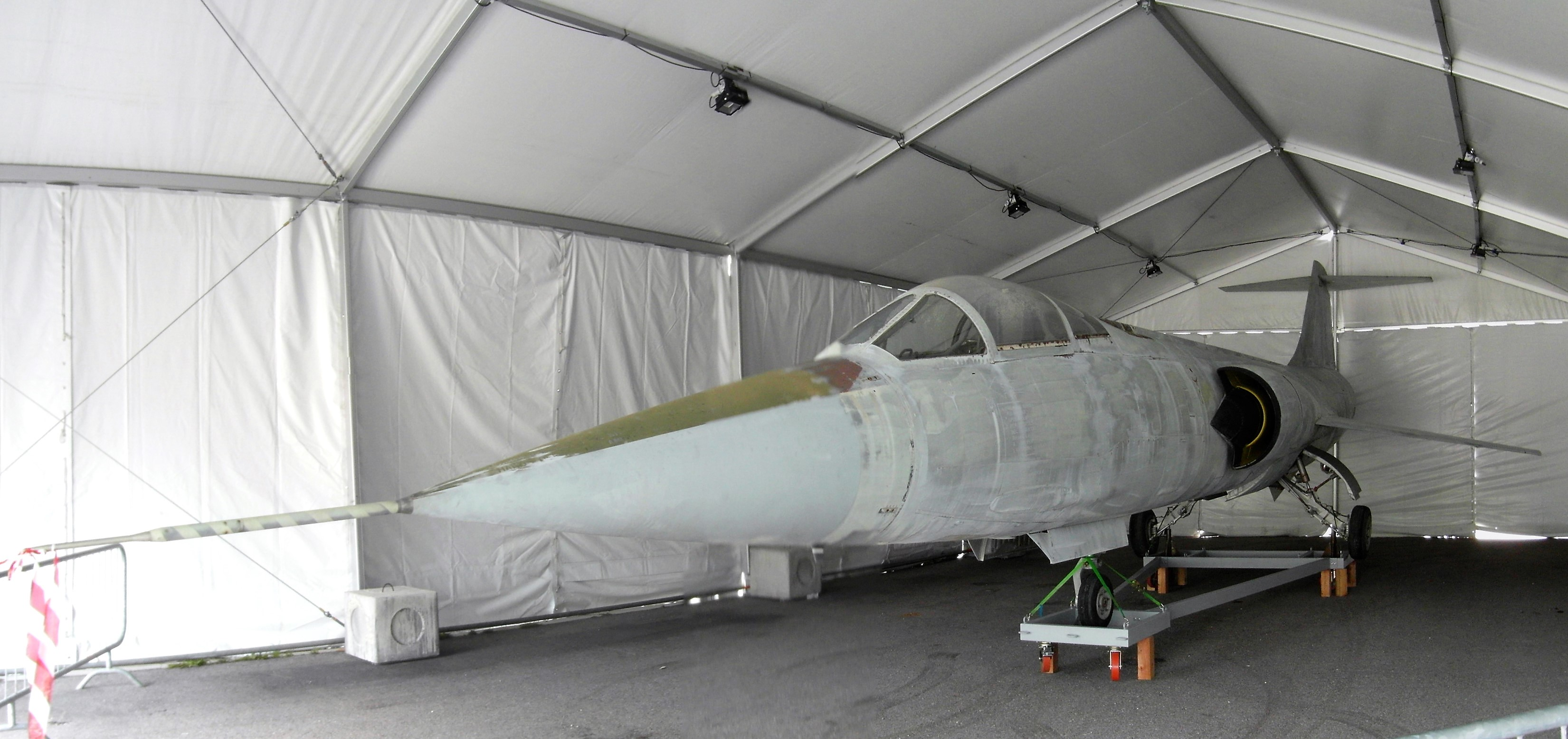
F-104 S montato presso la base

L'hangar ospita un missile didattico Nike-Hercules, il suo precursore il missile Nike Ajax, un generatore, un convertitore, tre postazioni video, alcuni pannelli illustrativi del sistema d'arma, della dislocazione geografica di tutte le basi Nike-Hercules che furono realizzate in Italia e del loro contesto storico. Alcune uniformi dell'epoca completano l'esposizione.
A maggio 2017 è stato portato presso la base un F-104 S smontato e poi ricostruito in loco da parte della cooperativa "Il Gabbiano" di Trento e ad alcuni soci del Gruppo Amici Velivoli Storici (GAVS). In futuro è previsto l'arrivo di un secondo aereo, un G91 R. Questi si aggiungono alla svariata collezione di oggetti relativi alla guerra fredda.
I turisti, per una visita alla base Tuono, si sono dimostrati sempre più interessati; nella sola stagione del 2015 si sono superate le 20.000 presenze.

### Interesse culturale
Nei pressi della base si trova la riproduzione artistica raffigurante la Madonna di Loreto, patrona dell'aeronautica militare italiana.
Nel corso del mese di gennaio 2018 la Soprintendenza per i beni culturali della Provincia autonoma di Trento ha dichiarato il sito di interesse particolarmente importante sotto il profilo storico – relazionale e culturale con la seguente motivazione: “il luogo denominato Base Tuono, insistente sulla p.f. 16427/3 e sulle sue immediate adiacenze della p.f. 16427/2 C.C. Folgaria, di proprietà del Comune di Folgaria, caratterizzato dalla presenza di strutture e manufatti autentici afferenti alla Sezione di Lancio Alpha dell’Area Lancio della Base missilistica Nato di Passo Coe-Monte Toraro, presenta interesse storico particolarmente importante quale unica testimonianza in Italia del sistema di difesa missilistico Nike-Hercules adottato dalla Nato durante gli anni della Guerra Fredda, che si ritiene debba essere preservato nel suo valore identitario di luogo di memoria attraverso la conservazione degli elementi originali superstiti ed in una prospettiva dinamica di valorizzazione che consenta eventuali integrazioni espositive e ampliamenti progettuali contestualizzati”.

## Collegamenti
Provenendo dalla valle dell'Adige, si esce dall'autostrada A22 alle uscite di "Rovereto Nord" oppure "Trento Sud", si procede lungo la SS 12 verso Calliano e poi mediante la SS 350 verso Folgaria. 
Provenendo dalla Valdastico (A31), si esce all'autostrada all'uscita di "Piovene-Rocchette", si procede lungo la SP 350 in direzione di Arsiero, quindi verso Tonezza e poi Passo Coe. 

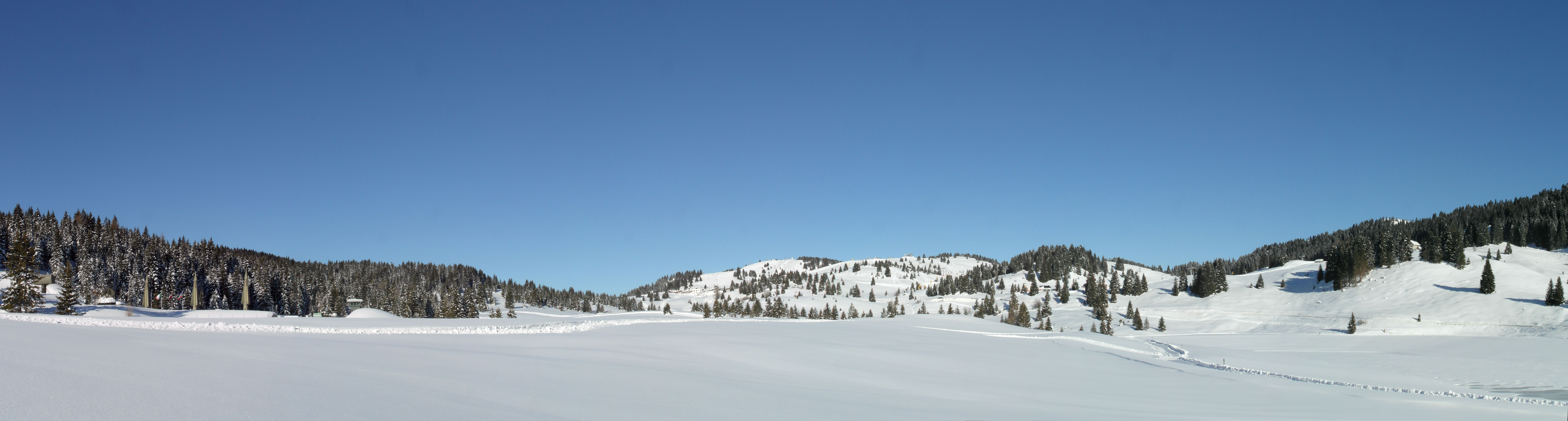
Base Tuono presso il passo Coe d'inverno

In pochi minuti base Tuono è facilmente raggiungibile a piedi dall'ampio parcheggio annesso al lago Coe (una parte dell'ex base trasformata in grande bacino idrico funzionale all'innevamento programmato).